# Ghorfa (Architektur)

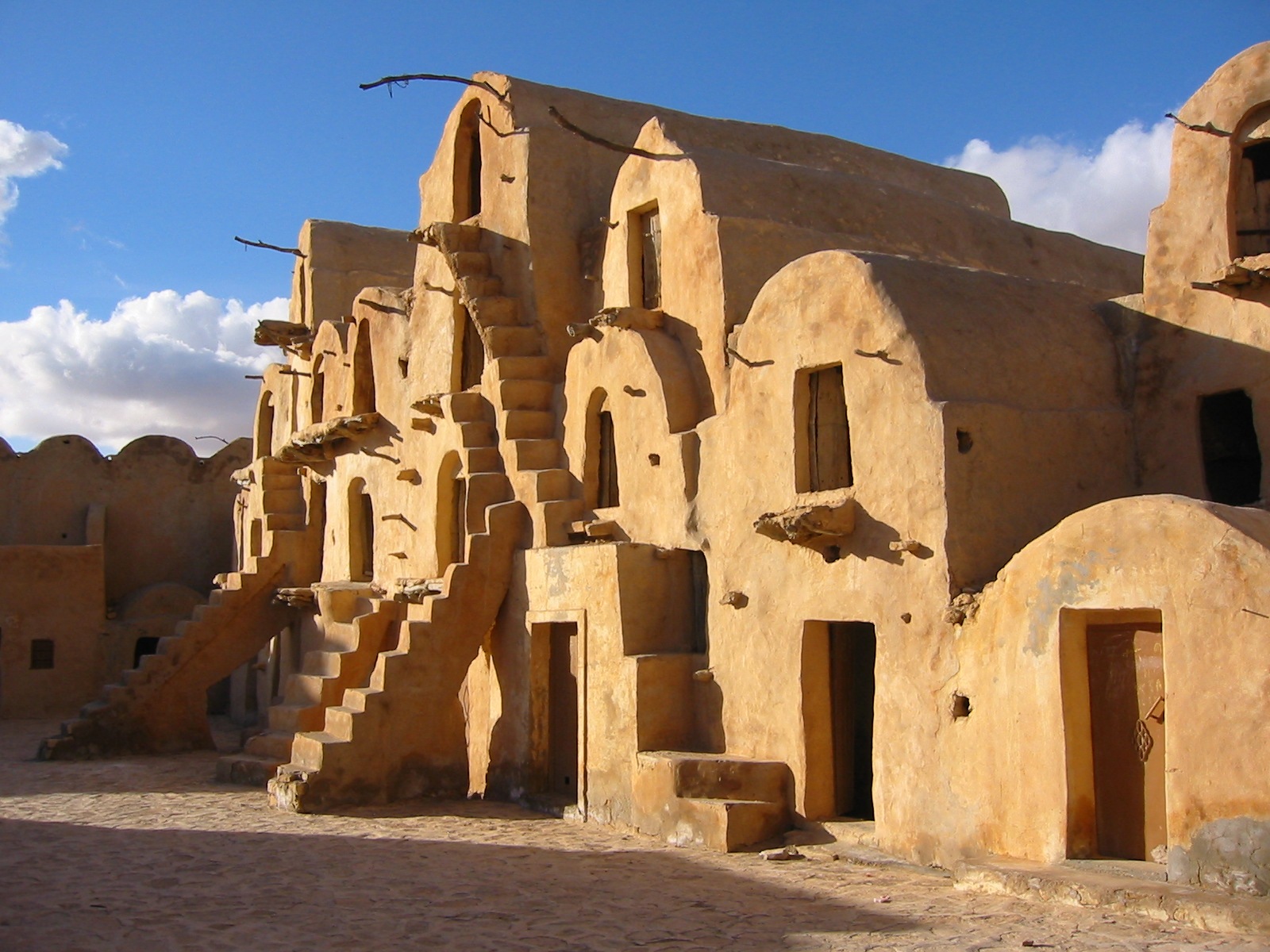
Ksar Ouled Soltane, Tunesien. Die Ghorfas im Süden Tunesiens sind in bis zu vier Ebenen über- und hintereinander gebaut.

Ghorfas (aus arabisch غرفة, DMG ġurfa ‚Zimmer‘; arabischer Plural غرف / ġuraf) sind – meist in mehreren Ebenen übereinander angeordnete – gewölbte Speicherkammern in den von verschiedenen Berberstämmen erbauten Ksur Südtunesiens und Westlibyens. Auch die – zumeist ebenfalls gewölbten – Speicherkammern in den troglodytischen Wohnhöhlen bei Matmata werden Ghorfas genannt.

## Funktion
Ghorfas dienten der Lagerung von Getreide (Gerste) und anderen haltbaren Lebensmitteln (Datteln, Mandeln, Rosinen, Öl etc.) sowie der sicheren Aufbewahrung von Ackergeräten, Werkzeug und Familiendokumenten (Besitzurkunden, Eheverträge etc.) vor allem in der Zeit der sommerlichen Wanderungen der in den nahegelegenen Dörfern lebenden Bevölkerung mit ihren Herden in fruchtbarere – d. h. meist höhergelegene – Regionen (Transhumanz).
Da viele der Ksur Südtunesiens an Handelsstraßen in weitgehend ebenem Gelände lagen, wurden sie – im Unterschied zu den in vollkommen anderer Weise konstruierten Agadiren Südmarokkos – auch von Karawanen oder an Markttagen aufgesucht. Deshalb wurden in den Ghorfas auch Tausch- oder Handelswaren zwischengelagert.

## Architektur

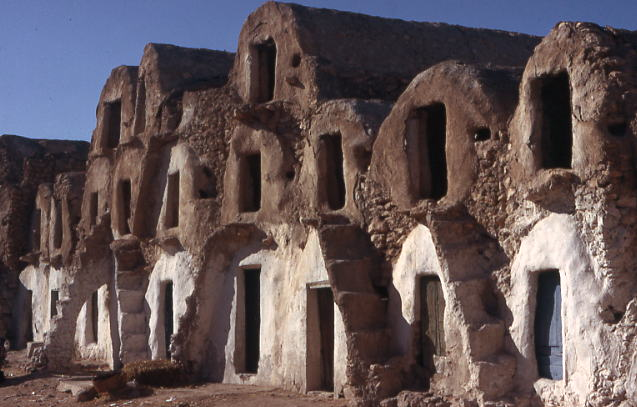
Ghorfas bei Medenine

Die für Nordafrika eher ungewöhnliche gewölbte Architektur der Ghorfas könnte von einigen umayyadischen Wüstenschlössern des 8. Jahrhunderts entlehnt sein (z. B. Qusair ʿAmra, Qasr Tuba), deren Formen von Karawanen und/oder den arabischen Invasoren hierher vermittelt worden sein könnte. Aber auch einige alte Moscheen auf der Insel Djerba haben dergestaltige Annexgebäude.
Im Unterschied zu den Speicherkammern der Agadire Südmarokkos mit ihren Decken bzw. Böden aus ineinander verkeilten Argan- oder Mandelholzästen sind die etwa 6 bis 8 m tiefen, etwa 2 m breiten und ca. 1,80 m hohen Ghorfas infolge des Holzmangels meist überwölbt, wodurch eine hohe Stabilität der Kammern erreicht wird. Die Gewölbe wurden von außen mit Lehmerde verputzt, so dass – bei seltenen Regenfällen – das Wasser gut abfließen konnte. Natürlich musste dieser Lehmputz regelmäßig erneuert werden.
Die Eingänge in den zurückgestuften oberen Geschossen sind oft über steile und geländerlose Außentreppen erreichbar; manchmal wurden auch versetzbare und mit Trittstufen versehene Baum- oder Palmstämme als Zugangsleitern verwendet – in diesen Fällen befindet sich ein großer Trittstein oder eine Holzbalkenkonstruktion vor dem Kammerzugang. Leichtere Güter konnten auch über – an langen Stangen befestigten – Seilrollen in die höher gelegenen Kammern gezogen werden.

## Heutiger Zustand
Infolge des technischen Fortschritts und der Befriedung der Berberbevölkerung während und nach der Kolonialzeit sind die ehemals für die Kultur der Berber Südtunesiens und Westlibyens so charakteristischen Ksur und dementsprechend auch die Ghorfas weitgehend funktionslos geworden. Ihr allmählicher Verfall kann wahrscheinlich nur durch eine Umnutzung als Touristenattraktion oder als Filmkulisse aufgehalten werden, doch – ebenso wie die meisten alten und mit Ornamenten verzierten Holztüren – sind viele bereits verschwunden (siehe: Medenine).